# Oribe Peralta
Oribe Peralta Morones (født 12. januar 1984) er en mexicansk fodboldspiller, der spiller for América som angriber i Liga MX og for Mexico.